# Cotinusa horatia
Cotinusa horatia är en spindelart som först beskrevs av Peckham, Peckham 1894.  Cotinusa horatia ingår i släktet Cotinusa och familjen hoppspindlar. Inga underarter finns listade i Catalogue of Life.